# Takaharu (Miyazaki)

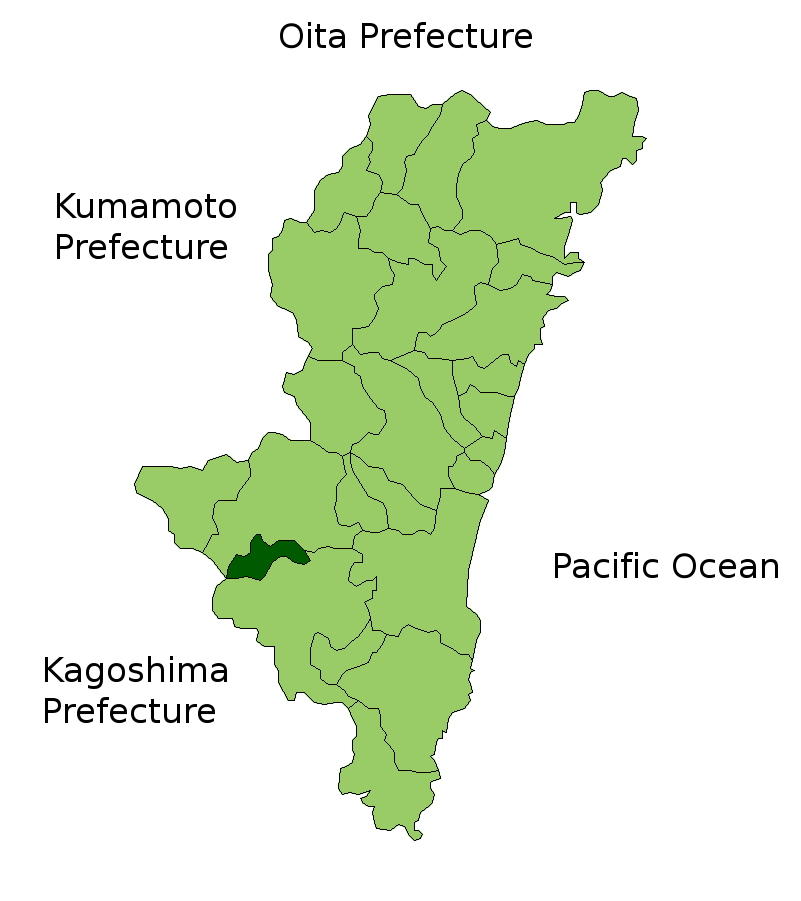
Takaharu dans la préfecture de Miyazaki.

Takaharu (高原町, Takaharu-chō) est un bourg du district de Nishimorokata (préfecture de Miyazaki), au Japon.

## Culture locale et patrimoine
En 2006, Takaharu devient membre de l'association Les Plus Beaux Villages du Japon.